# Leif Skagnæs
Leif Skagnæs (ur. 20 listopada 1903 w Norderhov, zm. 1 lipca 1956 tamże) – norweski dwuboista klasyczny, srebrny medalista mistrzostw świata.

## Kariera
Uczestniczył w zawodach w latach 20. i 30. XX wieku. W 1928 roku brał udział w igrzyskach olimpijskich w Sankt Moritz, gdzie wspólnie z Ole Reistadem, Ole Stenenem i Reidarem Ødegaardem zwyciężył w pokazowych zawodach w patrolu wojskowym.
Dwa lata później wystartował na  mistrzostwach świata w Oslo, gdzie rywalizację w kombinacji norweskiej zdominowali reprezentanci gospodarzy. Skagnæs zajął drugą pozycję, ustępując tylko Hansowi Vinjarengenowi, a wyprzedzając innego Norwega Knuta Lunde.

## Osiągnięcia

### Mistrzostwa świata
| Miejsce | Dzień     | Rok  | Miejscowość | Konkurencja   | Czas biegu | Strata     | Zwycięzca        |
| ------- | --------- | ---- | ----------- | ------------- | ---------- | ---------- | ---------------- |
| 2.      | 27 lutego | 1930 | Oslo        | Indywidualnie | 446,00 pkt | -13,49 pkt | Hans Vinjarengen |